# Cupido viridescens
Cupido viridescens är en fjärilsart som beskrevs av Tutt 1909. Cupido viridescens ingår i släktet Cupido och familjen juvelvingar. Inga underarter finns listade i Catalogue of Life.